# Planta avascular

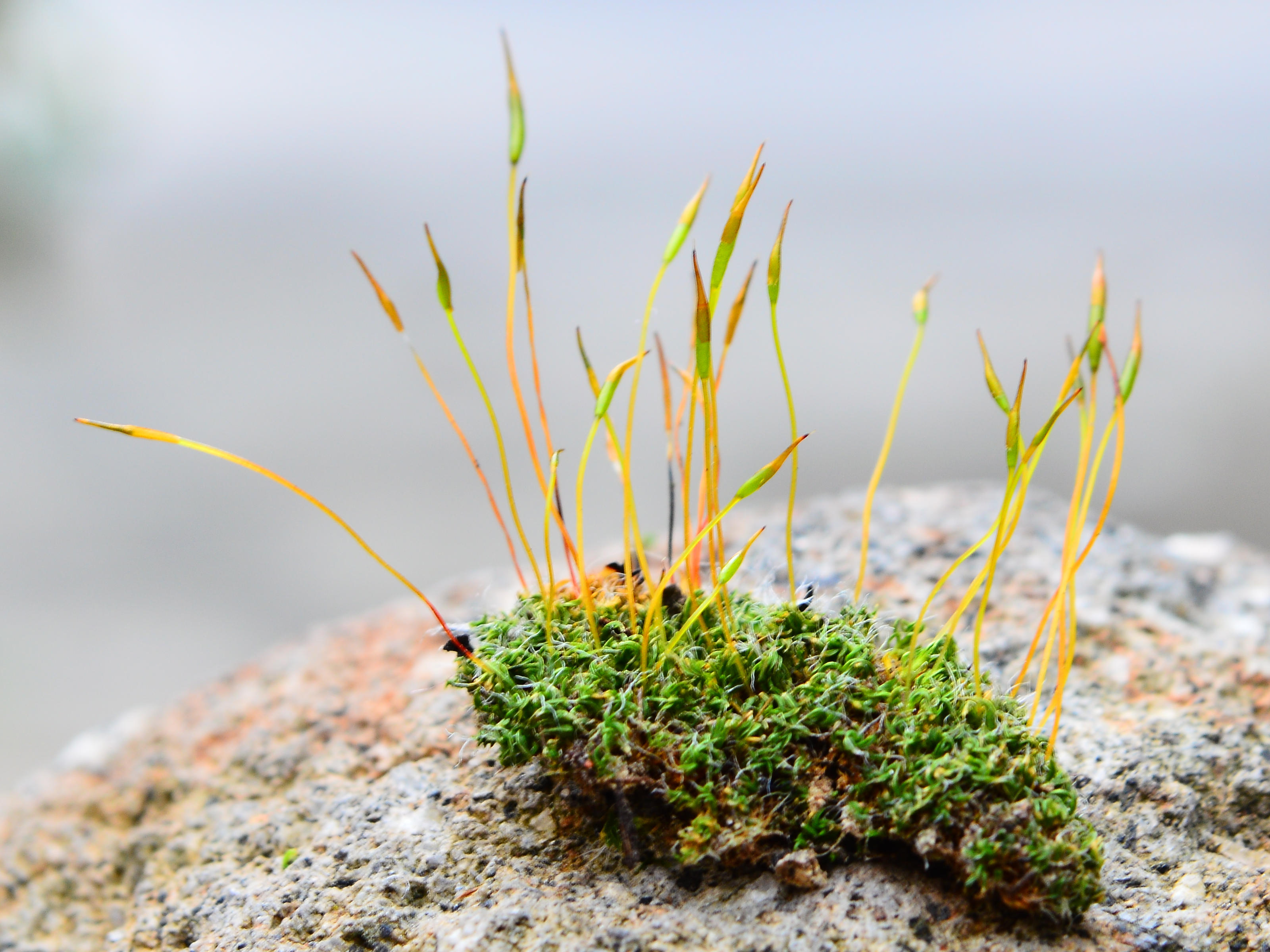
Recorte de musgo, planta avascular, mostra tanto os gametófitos (embaixo, formas semelhantes a folhas) como os esporófitos (em cima, em forma de aste).

Plantas avasculares (também plantas não vasculares ou  atraqueófitos) são vegetais que não apresentam estruturas de vasos de transporte, nomeadamente xilemas e floemas. Tais plantas, por apresentarem menos material estrutural, decompõem-se mais rapidamente que as vasculares. São exemplos de vegetais avasculares as algas e as briófitas.